# Xiulet gomerenc
El xiulet gomerenc (anomenat silbo gomero en castellà) és un llenguatge xiulat practicat per alguns habitants de La Gomera (Illes Canàries) per a comunicar-se a través de barrancs. El xiulet transforma els sons vocalitzats de qualsevol llenguatge oral humà en xiulets tonals reconeixibles a una distància de fins a 5 quilòmetres.

## Història
Es coneix molt poc sobre l’idioma original guanxe, però es presumeix que el seu sistema fonètic havia de ser prou senzill perquè l’idioma xiulat fos eficient.El silbo va ser creat pels primers habitants de l’illa, aborígens canaris, i també es parlava a El Hierro, Tenerife i Gran Canària. Al segle XVI, després de la conquesta de les Illes Canàries, els darrers gomeros prehispànics van adaptar el silbo a l’idioma castellà, mentre la llengua original, el guanxe, s’anava extingint. Va ser àmpliament utilitzat durant el segle XVII. L’any 1976, el silbo gairebé només es conservava a El Hierro, on havia florit a finals del segle XIX.
La Gomera, la segona illa més petita, posseeix característiques físiques i geogràfiques que la distingeixen de les altres illes, cosa que permet entendre l’impacte del silbo a l’illa i els factors que van ajudar a fer-lo possible, com l’orografia de l’illa amb muntanyes i barrancs. La seva presència a l’illa, des de fa més de quatre segles, ha estat estimulada per l’ambient rural, i es continua mantenint amb tot el seu esplendor. S’han investigat molts relats de cronistes i antics historiadors que demostren que el silbo sí que existia en època prehispànica com una modalitat de la llengua indígena. El seu origen no està gaire clar, tot i que existeixen teories que apunten cap a tribus del continent africà.
És a mitjans del segle XX quan s’observa un clar descens en l’ús d’aquest llenguatge. Els factors que expliquen aquesta situació són econòmics i tecnològics. D’una banda, molts parlants del silbo gomero es van veure obligats a emigrar per buscar feina o millors condicions de vida. De l’altra, el desenvolupament tecnològic, com l’aparició dels telèfons, va tenir un paper fonamental en la reducció de la utilitat del llenguatge. La seva supervivència en etapes anteriors s’havia basat en la seva funció per permetre la comunicació malgrat la distància. Cal destacar que, entre 1960 i 1980, molta gent va abandonar l’agricultura i, amb una classe mitjana cada vegada més àmplia, sovint no es fomentava la transmissió d’aquest llenguatge, ja que s’associava negativament amb el camperolat rural.
A la dècada de 1990 comença un esforç de revitalització, així com iniciatives impulsades per la pròpia comunitat. L’any 1999, la revitalització del silbo gomero va fer un pas més enllà amb polítiques educatives i altres mesures legislatives que en fomentaven la revitalització. Actualment té protecció oficial com a exemple de patrimoni cultural immaterial.
A causa del perill de desaparició del silbo a principis del segle XXI, principalment per les millores en les comunicacions i especialment per la desaparició d’activitats com el pasturatge, en què s’utilitzava més, el Govern de Canàries en va regular l’aprenentatge a les escoles i va declarar el silbo gomero com a patrimoni etnogràfic de Canàries l’any 1999. El 30 de setembre de 2009, el silbo gomero va ser inscrit per la UNESCO a la Llista representativa del Patrimoni Cultural Immaterial de la Humanitat, gràcies en bona part a la feina feta pel govern canari. Isidro Ortiz Mendoza i Lino Rodríguez Martín han impartit classes de silbo a escoles de l’illa.

## Xiuladors
Un informe de la UNESCO l'any 2009 assenyala que la gran majoria de les persones habitants de l'illa de La Gomera entenen el llenguatge. Tot i això, únicament les persones nascudes abans del 1950 i les que van assistir a l'escola posteriorment al 1999 saben utilitzar-lo amb fluïdesa. Això és degut al fet que abans del 1950, el xiulet gomerenc era un llenguatge que tots els habitants aprenien de les persones adultes de la família. Entre el 1950 i el 1980 se li van atribuir a aquest llenguatge connotacions negatives i va deixar de ser emprat i après, per això, la majoria de persones nascudes entre aquests anys no són capaces d'utilitzar-lo. Al 1999 es va incloure oficialment al pla d'aprenentatge de les escoles de l'illa, fet que va portar a que les generacions que acudeixen a l'escola des de llavors saben tant entendre com utilitzar el llenguatge.

## Característiques
El xiulet prové dels primers habitants de l'illa, els guanxes, i "parlat" també a El Hierro, Tenerife i Gran Canària. Al segle xvi, després de la conquesta de les Illes Canàries, els últims guanxes van adaptar el xiulet al castellà —mentre la llengua original, l'idioma guanxe, s'anava extingint.
Pel perill de desaparició del xiulet a principi del segle xxi, bàsicament a causa de les millores de les comunicacions i especialment per la desaparició d'activitats, com el pasturatge, en les quals s'usava més, el Govern canari va regular-ne l'aprenentatge a l'escola, i va declarar el xiulet gomerenc patrimoni etnogràfic de Canàries el 1999. Actualment, el govern està impulsant l'expedient per a la Declaració per la UNESCO del xiulet gomerenc d'"Obra Mestra del Patrimoni Immaterial i Oral de la Humanitat". Prèviament, Isidro Ortiz havia començat a impartir classes de xiulet en col·legis de l'illa.
Segons els estudis de Trujillo, el llenguatge xiulat fa servir sis sons, dos dels quals són denominats vocals i els altres quatre, consonants; i s’hi poden expressar més de 4.000 conceptes (paraules). Segons altres investigacions —com ara les de Classe (1957) en producció o de Meyer, Meunier, Dentel (2007) en percepció—, els xiulaires i també els no xiulaires identifiquen clarament les 4 vocals xiulades distintes de l'espanyol /i/, /e/, /a/, /o/. Només /o/ i /u/ es confonen molt en xiulet gomerenc, perquè ja es confonen molt en la manera de parlar l'espanyol a La Gomera. Com passa en altres formes xiulades de llenguatges tonals, el xiulet funciona mantenint aproximadament l'articulació de la parla ordinària, de manera que "les variacions de timbre de la parla apareixen com a variacions de to" (Busnel i Classe). Les vocals s'indiquen amb tons plans.
El 2005, va aparèixer un estudi realitzat per investigadors de la Universitat de La Laguna en el qual es mostrava que els practicants de xiulet processen el llenguatge al seu cervell de la mateixa manera com un llenguatge parlat. Es van estudiar parlants de castellà, alguns dels quals "parlaven" xiulet, i uns altres que no, i quan es va monitorar la seva activitat cerebral amb tècniques de ressonància magnètica es va veure que els subjectes que no parlaven xiulet el processaven com un xiulet mentre que els practicants de xiulet el processaven fent servir les mateixes àrees lingüístiques del cervell usades per a processar frases en castellà.

### Vocals
Les vocals s'aglutinen en 2 grups (o 4, segons els autors):
| vocal en castellà | transcripció 2 grups | transcripció 4 grups | producció sonora en silbo |
| ----------------- | -------------------- | -------------------- | ------------------------- |
| a                 | A                    | A                    | xiulat greu               |
| o                 | A                    | O                    | xiulat greu               |
| u                 | A                    | O                    | xiulat greu               |
| e                 | I                    | E                    | xiulat agut               |
| i                 | I                    | I                    | xiulat agut               |

### Consonants
Les consonants s'aglutinen en 4 grups:
| consonants en castellà                          | transcripció | producció sonora en silbo                     | esquema                         |
| ----------------------------------------------- | ------------ | --------------------------------------------- | ------------------------------- |
| n, ñ /ɲ/, l, ll /ʎ/, y /j/, r, rr, d (dentals)  | Y            | - xiulat continu - variació mitjana aguda     | { b'8 [f''16 b'8] }             |
| t, ch /tʃ/, s, z /θ/                            | CH           | - xiulat interromput - variació mitjana aguda | { b'8 [f''16] r16 f''16 [b'8] } |
| m, b, v /β/, f, g, j /x/ (sonores i fricatives) | G            | - xiulat continu - variació mitjana greu      | { b'8 [e'16 b'8] }              |
| p, qu /k/ (oclusives)                           | K            | - xiulat interromput - variació mitjana greu  | { b'8 [e'16] r16 e'16 [b'8] }   |

Cal notar que les consonants -n i -s en posició final es tradueixen en un ascens final del xiulat cap als tons aguts (transcrit per I). Els diftongs se simplifiquen (ue = A/E).

### Exemples
Referència:
| bue | nos |  | dí | as | (Bon dia) |
| GA  | YOI |  | YI | AI |           |
| GE  | YOI |  | YI | AI |           |
| bue | nas |  | tar | des | (Bona tarda) |
| GA  | YAI |  | CHA | YAI |              |
| GE  | YAI |  | CHA | YEI |              |
| ¿có | mo |  | te  |  | lla | mas? | (Com et dius?) |
| KA  | GA |  | CHA |  | YA  | GAI  |                |
| KO  | GO |  | CHE |  | YA  | GAI  |                |
| Yo |  | me |  | lla | mo |  | Ra | món | (Jo em dic Ramon) |
| YA |  | GA |  | YA  | GA |  | YA | GAI |                   |
| YO |  | GE |  | YA  | GO |  | YA | GOI |                   |
| Ma | ña | na |  | voy |  | a |  | la |  | pla | ya | (Demà vaig a la platja) |
| GA | YA | YA |  | GAI |  | A |  | YA |  | KIA | YA |                         |
| GA | YA | YA |  | GOI |  | A |  | YA |  | KIA | YA |                         |
| El |  | sá  | ba | do |  | me |  | voy |  | a |  | Te  | ne | ri | fe | (Dissabte vaig a Tenerife) |
| AI |  | CHA | GA | YA |  | GA |  | GAI |  | A |  | CHA | YA | YI | YA |                            |
| EI |  | CHA | GA | YO |  | GE |  | GOI |  | A |  | CHE | YE | YI | KE |                            |
| ¿Qué |  | ho | ra |  | es? |  | Son  |  | la |  | do | ce  | (Quina hora és? Són les dotze) |
| KA   |  | A  | YA |  | AI  |  | CHAI |  | YA |  | YA | CHA |                                |
| KE   |  | O  | YA |  | EI  |  | CHOI |  | YA |  | YO | CHE |                                |

## Obres cinematogràfiques
- "Con la mano en el agua", amb guió i direcció de Manuel Mora Morales, és un curtmetratge sobre el Silbo Gomero que relata un viatge a les arrels de l'illa en busca de la identitat.
- "Guarapo", dirigida pels germans Ríos, és un llargmetratge ambientat a l'illa de La Gomera durant la posguerra espanyola. Relata la història d'en Benito (Luis Suárez), anomenat Guarapo, un jove que somia amb emigrar a Amèrica per aconseguir un futur millor. "Guarapo" és una pel·lícula en la qual es mostra la vida real a l'illa en aquells temps quan el xiulet tenia una forta presència en la societat gomera essant una eina indispensable per la comunicació insular degut a la geografia que modela l'illa.
- "La Gomera (película)", és una pel·lícula rumanesa que narra el viatge d'un policiía  i un agent de la mafia que viatja a l'illa de La Gomera per aprendre el xiulet gomerenc per a utilitzar-lo per comunicar-se  amb la mafia evadint la vigilància policial i aconseguir treure de la presó al Zsolt, l'únic que sap on estàn amagats els 30 milions d'euros.
- "El canto de los años nuevos", és un documental estrenat al 2021, dirigit pel cineasta i antropòleg Alexander Cabeza Trigg que explora la vida a l'illa de La Gomera on a través uns nens que coleccionen sons al bosc i imaginen històries mentre examinen unes restes arqueològiques i un home que somia volar s'explica el xiulet gomerenc i la importància que té aquest en la cultura i l'identitat de l'illa.